# Shanghai Zhenhua Heavy Industries
 (juin 2017).
Si vous disposez d'ouvrages ou d'articles de référence ou si vous connaissez des sites web de qualité traitant du thème abordé ici, merci de compléter l'article en donnant les références utiles à sa vérifiabilité et en les liant à la section « Notes et références ».
Shanghai Zhenhua Heavy Industries Company Limited (ZPMC) est une entreprise chinoise de construction d'engins portuaires de levage tels que les ponts roulants pour conteneurs.

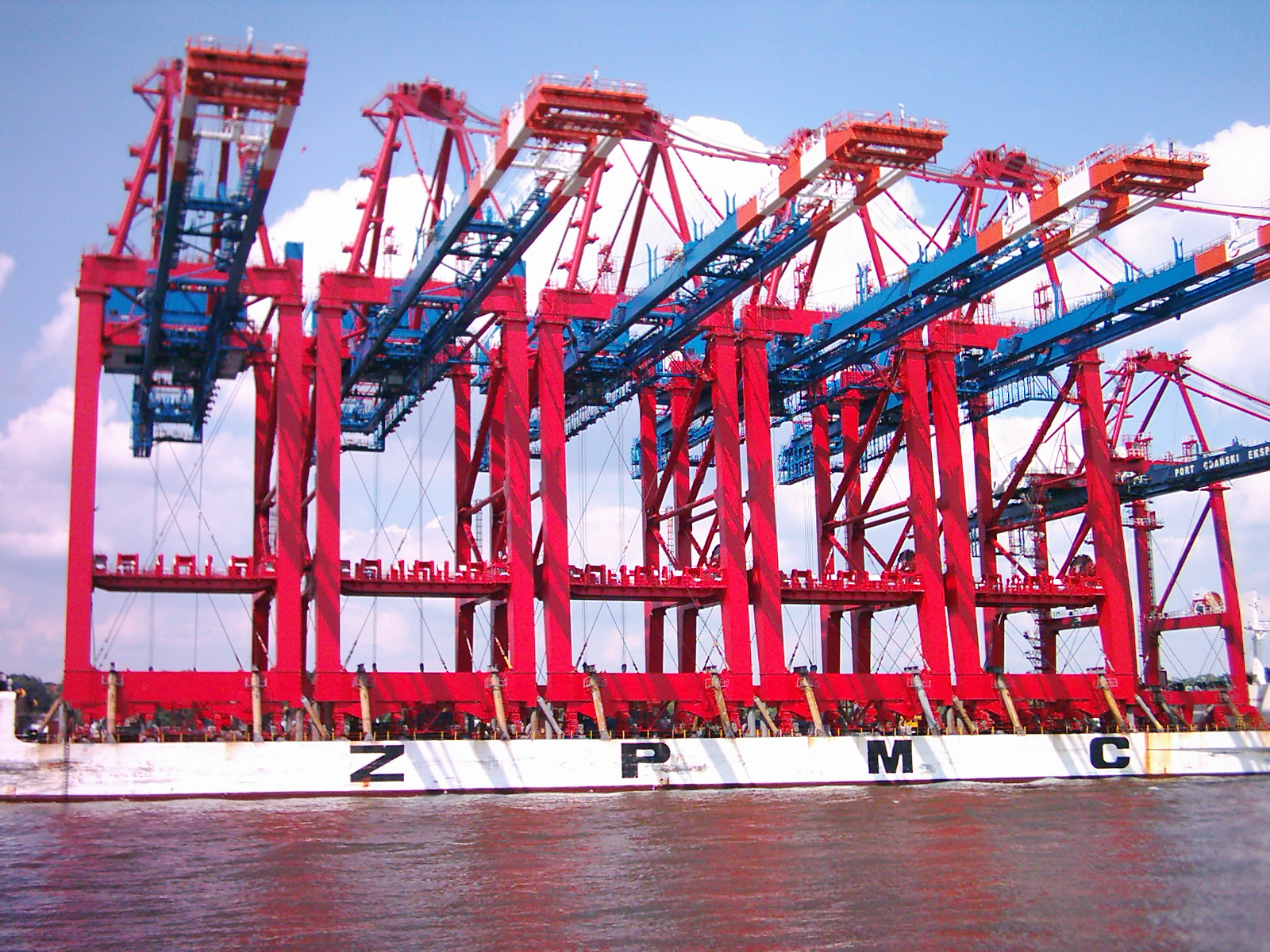
Des grues portuaires fabriquées par ZPMC.

1. ↑  « http://www.sse.com.cn/assortment/stock/list/info/company/index.shtml?COMPANY_CODE=600320 » (consulté le 6 mai 2018)